# Домашний (остров)
Дома́шний — остров архипелага Седова в составе архипелага Северная Земля. Административно расположен в Таймырском Долгано-Ненецком районе Красноярского края.
Расположен в западной части архипелага Седова. К северу от острова Домашнего находится остров Средний. Острова разделяет пролив Сергея Каменева шириной от 0,8 до 1,2 километра и глубиной до 25 метров.
Имеет вытянутую с северо-запада на юго-восток форму сужающуюся к востоку длиной от западного мыса Четверых до восточного мыса Памятного — 4,25 километров и шириной до 950 метров в средней части. В центральной части острова — небольшая скала высотой 20,7 метров. Берега по большей части обрывистые. Рек на острове нет, но в северной и западной частях острова расположено несколько небольших бессточных озёр.
На восточном окончании острова в районе мыса Памятного находится заброшенная полярная станция «Остров Домашний», созданная здесь в начале 1930-х годов полярной экспедицией под руководством Георгия Ушакова, которая помимо всего прочего составила первую карту острова. Со временем выяснилось, что место станции выбрано не вполне удачно и в 1954 году станция была перенесена на остров Голомянный. 
Название Домашний остров получил в связи с тем, что он служил базой экспедиции Г. А. Ушакова при картографировании Северной Земли. По завещанию Георгия Ушакова он был похоронен на острове Домашнем. Также на острове находится могила Бориса Кремера — бывшего начальника полярной станции, похороненного здесь в 1976 году.
Георгий Ушаков так описывал остров:
Угрюмый и безжизненный остров Домашний, где была организована новая полярная станция, был всего лишь гребень известняковой складки, выступающей из моря. Он поднимался узенькой, взгорбленной полоской и напоминал высунувшуюся из воды спину кита. Впервые вступив на его обледеневшую, скользкую поверхность, мы невольно шли осторожной походкой, будто под ногами и в самом деле лежал кит, готовый каждую минуту погрузиться в холодную пучину